# Königshufeisennase

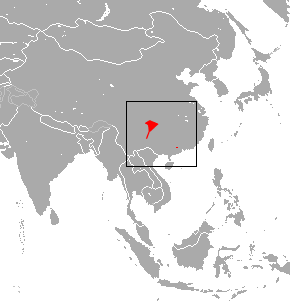
Grobe Skizze des Verbreitungsgebiets mit der größten Population, südliche verstreute Populationen fehlen

Die Königshufeisennase oder Guizhou-Hufeisennase (Rhinolophus rex) ist ein im östlichen Asien verbreitetes Fledertier in der Gattung der Hufeisennasen. Der Artzusatz im wissenschaftlichen Namen ist das lateinische Wort für König. Der Erstbeschreiber Glover Morrill Allen gibt nicht an, warum er diesen Namen gewählt hat. Er schreibt jedoch, dass er die Fledermaus mit ihrem Nasenblatt, das einige auffällig große Hautlappen hat, und mit ihren großen trichterförmigen Ohren im Vergleich zu anderen gleichzeitig beschriebenen Fledermäusen für außergewöhnlich hält.

## Taxonomie und Verbreitung
Eine ursprünglich als Art beschriebene Population wurde kurz nach 2005 dieser Art als Unterart beigefügt. Die Population unterscheiden sich etwas in der Größe des Schädels, in der Länge der Unterarme und in der Frequenz der Rufe zur Echoortung. Genetisch konnten keine deutlichen Abweichungen festgestellt werden.
- Die Nominatform Rhinolophus rex rex ist in China in den Provinzen Sichuan, Chongqing, Guizhou, Hunan, Guangxi und Guangdong verbreitet.
- Rhinolophus rex paradoxolophus kommt im östlichen Guangxi und möglicherweise im östlichen Yunnan sowie im Osten von Myanmar, im nördlichen Thailand, bis zum zentralen Laos und zentralen Vietnam vor.

## Merkmale
Mit einer Kopf-Rumpf-Länge von 47 bis 50 mm, einer Schwanzlänge von 19,5 bis 38 mm und mit einem Gewicht von 8 bis 15 g ist die Art eine der kleineren Hufeisennasen. Es sind 53 bis 63 mm lange Unterarme, Hinterfüße von 7 bis 10 mm Länge und 26 bis 30 mm Lange Ohren vorhanden. Oberseits kommt zimtfarbenes Fell mit gelbbraunen Tönen vor und die Unterseite ist heller sowie mehr grau. Typisch ist ein Nasenblatt mit einer hufeisenförmigen Grundform, die 9 bis 12,5 mm breit ist und die Teile der Oberlippe verdeckt. Der Hautlappen in der Mitte (Sella) ähnelt einer Zunge und der Aufsatz ist annähernd dreieckig, kurz und an der Spitze abgerundet. Er ist aufgrund langer Haare selten sichtbar. In der Unterlippe sind drei deutliche Falten erkennbar. Im Oberkiefer ist der dritte Backenzahn winzig und er liegt in der Zahnreihe. Der diploide Chromosomensatz wird aus 62 Chromosomen (2n=62) gebildet.

## Lebensweise
Die Königshufeisennase lebt im Hügel- und Bergland zwischen 350 und 1350 Meter Höhe. Sie bevorzugt vermutlich feuchte ursprüngliche Wälder und besucht trockenere Wälder mit Pinus merkusii (Kiefern) sowie Bäumen der Gattung Shorea (Flügelfruchtgewächse).
Die nachtaktiven Tiere ruhen am Tage in Höhlen (meist in Kalksteinfelsen), Gebäuden, Baumhöhlen und im dichten Blattwerk. Sie halten in der kalten Jahreszeit Winterschlaf. Im Sommer können sie kurzzeitig einen torpiden Zustand einnehmen. Die Jagd auf unterschiedliche Insekten findet meist im Umfeld von Bäumen und Büschen statt. Die Rufe zur Echoortung sind 60 bis 68 Millisekunden lang. Je nach Verbreitung wird die stärkste Intensität bei 22 bis 25 kHz (Laos), bei 27,5 bis 29,5 kHz (Vietnam) oder bei etwa 27 kHz (Guizhou) erreicht. Trächtige Weibchen mit einem Embryo sind aus dem April bekannt. Weibchen hatten in Vietnam im Mai und Juni aktive Milchdrüsen.

## Gefährdung
Intensive Forstwirtschaft und die Umwandlung der Wälder in Ackerland gefährden den Bestand. Die Verstecke sind über ein 20.000 km² großes Gebiet verteilt und die Gesamtpopulation wird auf 1500 bis 2000 erwachsene Exemplare geschätzt. Davon gehören etwa 95 Prozent zu einer einzigen Kolonie. Die IUCN listet die Königshufeisennase als stark gefährdet (endangered).